# Staatsratsgebäude
Das Staatsratsgebäude am Schloßplatz 1 im Berliner Ortsteil Mitte ist der ehemalige Amtssitz des Staatsrats der DDR. Errichtet in den Jahren 1962–1964 von Roland Korn und Hans Erich Bogatzky im Stil der Moderne, war es der erste Regierungsneubau im Stadtzentrum nach dem Zweiten Weltkrieg. In die mit grauem Sandstein und rotem Rhyolith (Löbejüner Porphyr) verkleidete Fassade des dreigeschossigen Stahlskelettbaus ist das historische Portal IV des 1950 gesprengten Berliner Schlosses eingebaut. Seit 2006 beheimatet das Baudenkmal die European School of Management and Technology.

## Lage
Das Staatsratsgebäude wird nördlich vom Schloßplatz und der einstigen Straße An der Stechbahn, östlich von der Breiten Straße, südlich von einer Grünfläche an der Sperlingsgasse/Neumannsgasse und westlich vom Spreekanal begrenzt.
Das Staatsratsgebäude wurde hinter dem Bauplatz der im Volksmund auch „Rotes Schloss“ genannten „Hirsch’schen Schneider-Akademie Berlin“ errichtet, die im Zweiten Weltkrieg weitgehend zerstört worden war. Nach der politischen Wende bekam ThyssenKrupp auf diesem Grundstück zu einem günstigen Preis den Zuschlag und wollte dort das ThyssenKrupp Haus als Hauptstadtrepräsentanz errichten, was 2012 nach großem öffentlichen Druck verworfen wurde.

## Vorgeschichte
Nach dem Tod des ersten und einzigen Präsidenten der DDR, Wilhelm Pieck, wurde im Jahr 1960 als Nachfolgeorgan des Präsidentenamtes der Staatsrat der DDR als offiziell höchstes Staatsorgan der Republik geschaffen. Damit wurde der Staatsaufbau der DDR dem sowjetischen Vorbild weiter angeglichen. Grundlage war das „Gesetz über die Bildung des Staatsrates“ vom 12. September 1960, das die Verfassung der DDR von 1949 entsprechend änderte.
Der Staatsrat bestand aus dem Vorsitzenden, seinen Stellvertretern, 16 weiteren Mitgliedern und einem Sekretär. Insgesamt gehörten dem Staatsrat 23 Mitglieder an. Der Staatsrat hatte nach seiner Gründung seinen Sitz zunächst im Schloss Schönhausen, wo zuvor schon Wilhelm Pieck als Präsident der DDR residiert hatte. Erst im Jahr 1964 zog der Staatsrat ins eigens hierfür erbaute Staatsratsgebäude am Marx-Engels-Platz 1 (seit 1994 wieder ‚Schloßplatz‘) im Stadtzentrum von Berlin, wo er bis zu seiner Auflösung verblieb. Erster Staatsratsvorsitzender war der Erste Sekretär des Zentralkomitees (ZK) der SED und Vorsitzende des Nationalen Verteidigungsrates (NVR) der DDR, Walter Ulbricht. Die Machtkonzentration in den Händen Ulbrichts sollte nun auch sichtbar von den Außenbezirken der Stadt in deren Zentrum gerückt werden, sodass mit dem Neubau des geplanten Staatsratsgebäudes der erste repräsentative Regierungsbau der DDR errichtet wurde. Nachdem man das Gelände im Jahr 1961 planiert hatte, wurde im Folgejahr mit dem Bau begonnen. Dafür wurden 800 Betonbohrpfähle in den morastigen Untergrund gerammt, um ein ausreichendes Fundament für den Stahlskelettbau mit Natursteinverkleidung zu erstellen.

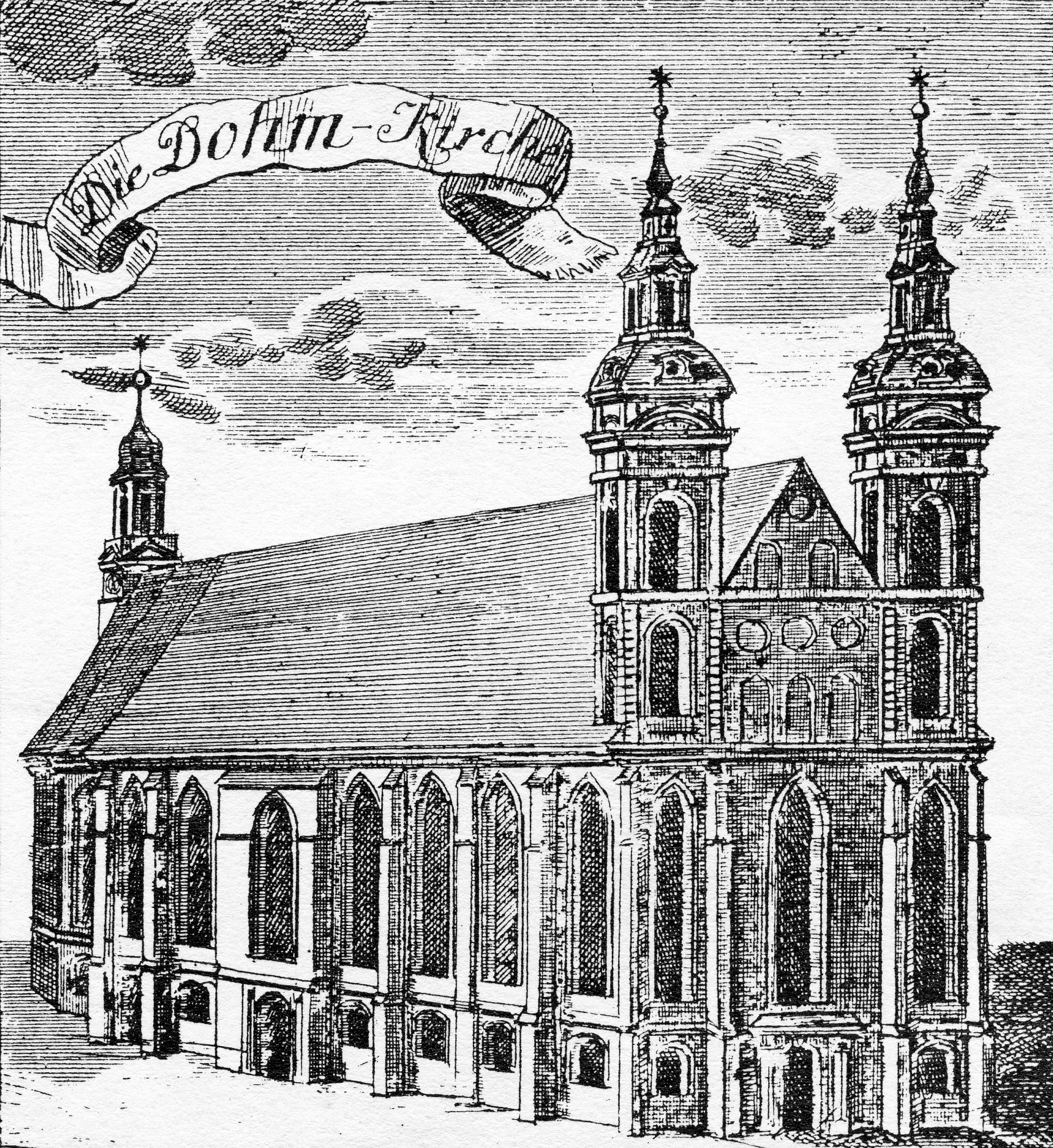
Domkirche anstelle des Schloßplatzes, um 1730
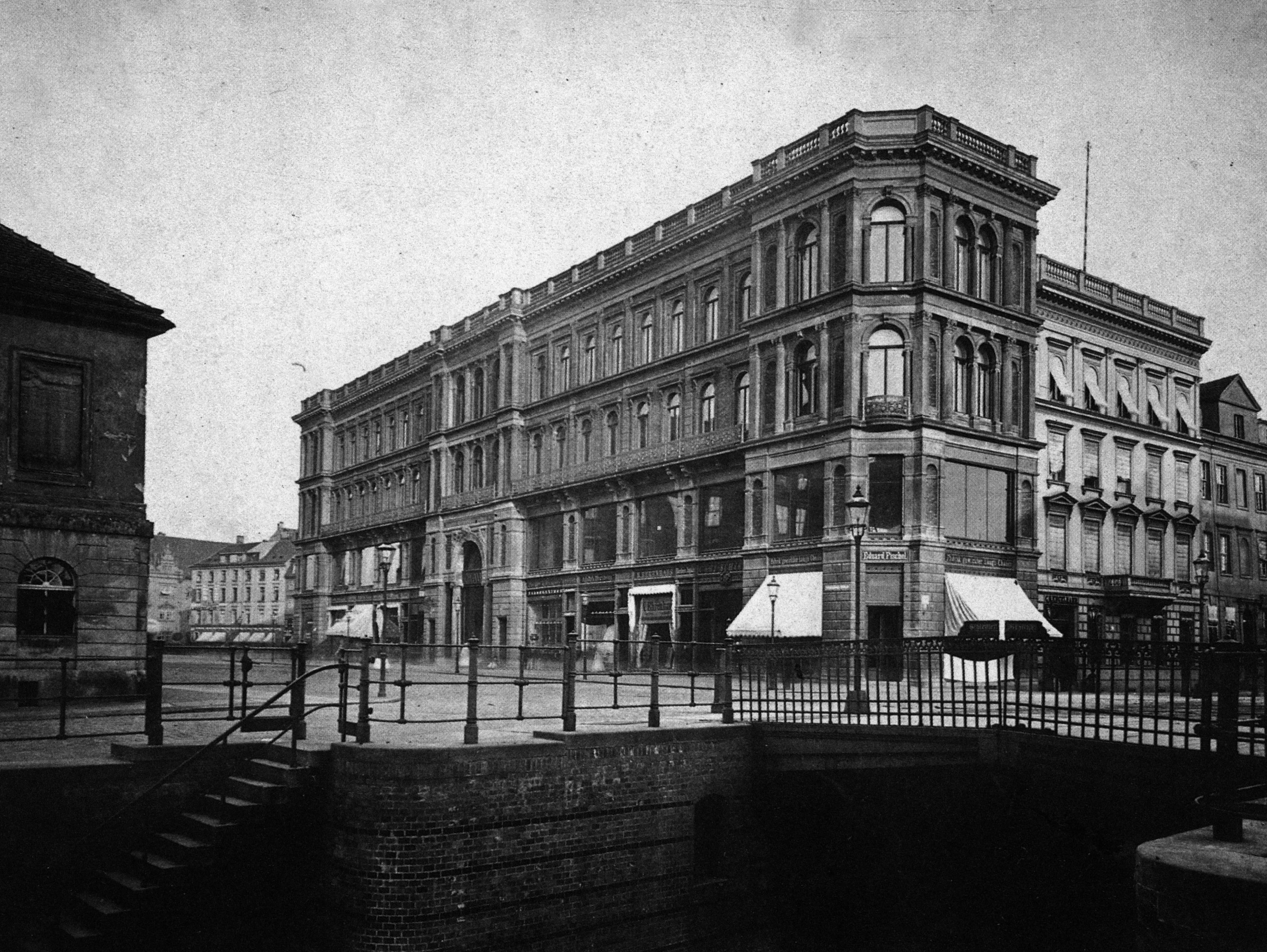
„Rotes Schloss“ an der Schleusenbrücke, um 1880
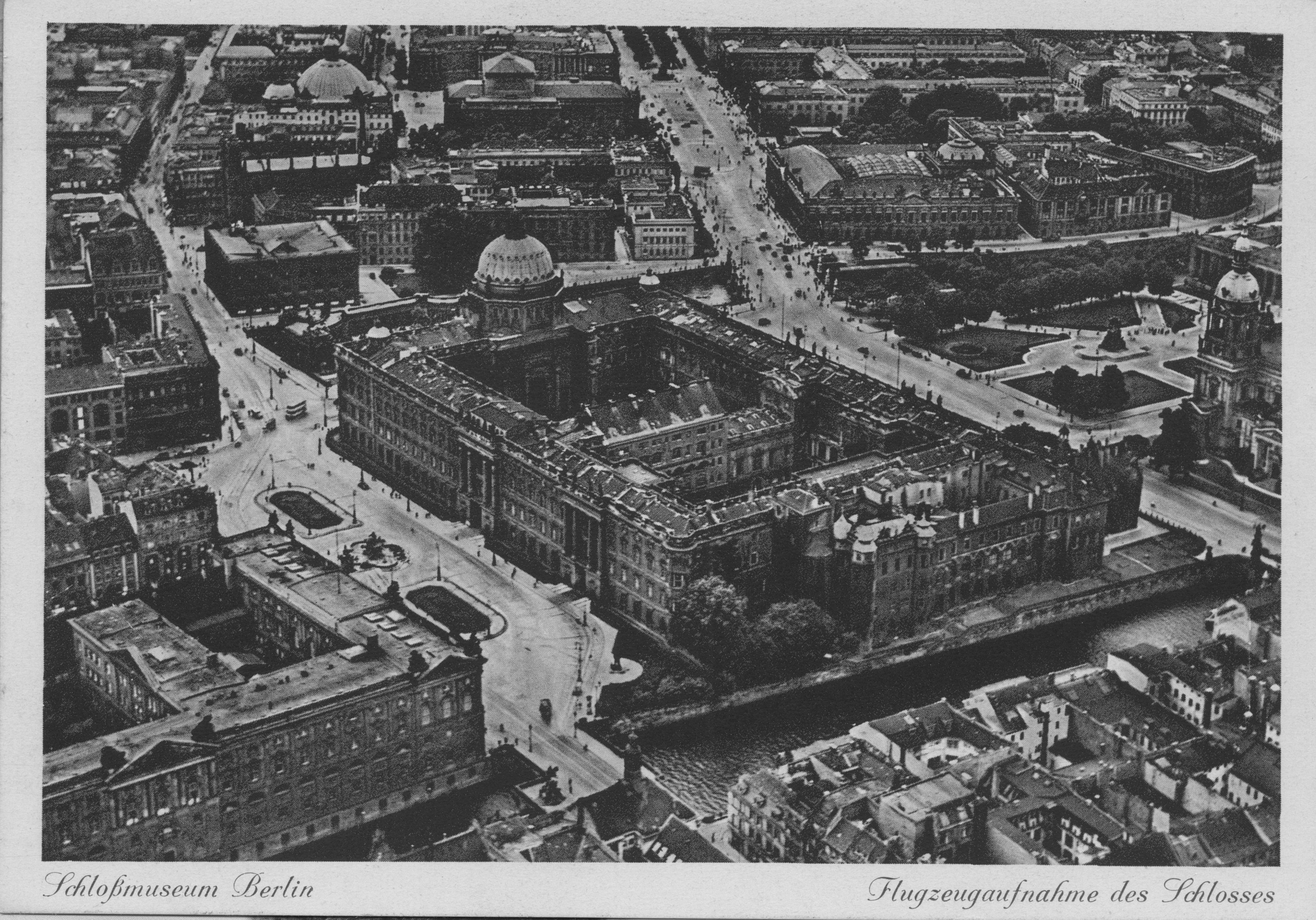
Bebauung (linker Bildrand, Mitte) anstelle des Staatsratsgebäudes, 1920er Jahre

## Architektur

### Außengestaltung

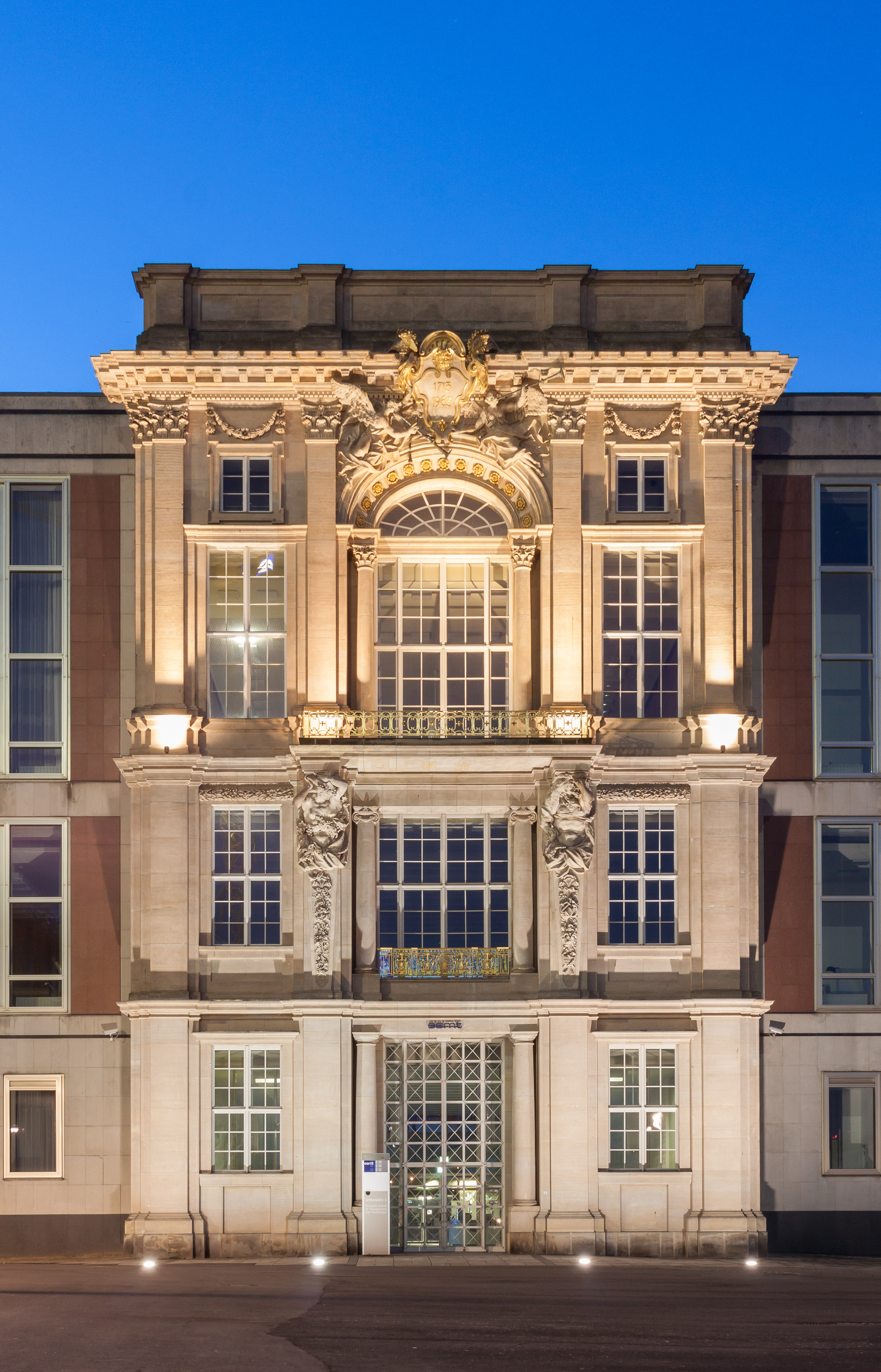
Eingebautes Portal IV des Berliner Schlosses

Die Architektur des Gebäudes kann als erster Ausdruck der stilistischen Sachlichkeit in der DDR-Baukunst der 1960er Jahre gelten. Nach Vorplanungen durch Heinz Mehlan und Harry Reichert legte das Architektenkollektiv um Roland Korn und Hans Erich Bogatzky mit dem Staatsratsgebäude als Prototyp den Grundstein für die neue sogenannte „DDR- beziehungsweise Ost-Moderne“. Die Architekten Korn und Bogatzky entwickelten die Planung unter Beibehaltung eines Vorentwurfes für die Fassade von Josef Kaiser. Die Verkleidung der Fassade mit hohen rechteckigen bannerähnlichen Feldern aus rotem Rhyolith sollte beim Betrachter Assoziationen an die Rote Fahne, das politische Identifikationssymbol der sozialistischen bzw. kommunistischen Bewegung, hervorrufen.
In die Fassade ist das ehemalige Portal IV des Berliner Schlosses asymmetrisch integriert: Östlich liegen sieben, westlich drei Fensterachsen. Im SED-Parteitagsbeschluss zur Beseitigung des Schlosses war bestimmt worden, die Mittelachsen der Portale IV und V als „kunsthistorisch wertvoll“ zu bergen und auszulagern. Erst im September 1950 erinnerte das Marx-Engels-Lenin-Institut (später: IML) der SED die Parteiführung daran, dass Karl Liebknecht während der Novemberrevolution „vom Balkon“ des Portals IV die „sozialistische Republik“ ausgerufen habe. In Wahrheit hatte sich Liebknecht am 9. November nach einer ersten Proklamation vor dem Schloss in dessen Inneres zum bodentiefen Mittelfenster des Säulensaals über dem Portal IV führen lassen. Von dort hatte Kaiser Wilhelm II. in seiner zweiten Balkonrede am 1. August 1914 Deutschlands Eintritt in den Ersten Weltkrieg verkündet und die Burgfriedenspolitik eingeleitet. Obwohl Liebknecht diesen symbolischen Ort zur Ankündigung einer neuen Epoche gewählt hatte, blieb die Propaganda der SED bei der Behauptung, er habe vom Balkon der Gobelingalerie im zweiten Stock aus gesprochen. Die Folge war die Rettung charakteristischer Fragmente des Portals IV vor der Sprengung im Februar 1951, um sie in einem später zu errichtenden repräsentativen Gebäude als „Liebknechtportal“ wiederzuverwenden. Im Jahr 1961 war dafür der Neubau des IML am Marx-Engels-Platz geplant. Angesichts der Verfassungsänderung von 1960 musste das IML auf sein Projekt zugunsten des Staatsrats verzichten, der es für seinen Amtssitz in Anspruch nahm. Der Bau begann 1962 nach entsprechender Modifizierung der Pläne.
Die asymmetrische Ausrichtung des Portals innerhalb des Staatsratsgebäudes orientiert sich am ehemaligen Verlauf der Achse Petrikirche-Brüderstraße-Schlossplatz-Schlossfreiheit. Der Bau des Staatsratsgebäudes unterbrach diese Straßenachse. Der noch vorhandene Teil der Brüderstraße läuft als Sichtachse annähernd auf die gläserne Rückfront des Risalits des Staatsratsgebäudes zu. Die Vorderfront des Risalits wäre Endpunkt der Schlossfreiheit gewesen, die am Kaiser-Wilhelm-Nationaldenkmal entlangführte.
Die mittelalterliche Klosterkirche der Dominikaner bzw. der spätere Berliner Dom befand sich unmittelbar vor dem links des Portalrisalits gelegenen Teil des Staatsratsgebäudes.
Sowohl im Inneren, der Höhe der Geschosse, als auch in der Außenerscheinung entspricht das Staatsratsgebäude den Maßen der Barockfassaden des ehemaligen Schlosses, in die das Portal IV zum Lustgarten hin ursprünglich eingefügt war. Das Portal, das mehr als zehn Jahre nach der finalen Sprengung des Schlosses 1950 als prägendes Element der Frontfassade des Staatsratsgebäudes wiedererstand, besteht jedoch nur noch zu einem Fünftel aus Originalteilen.
Das Portal IV war eine zwischen den Jahren 1706 und 1713 von Johann Friedrich Eosander von Göthe als Wiederholung des in den Jahren 1698 bis 1706 entstandenen Portals V von Andreas Schlüter geschaffen worden. Der Portalrisalit ist dreiachsig gegliedert und weist drei Geschosse sowie ein Mezzaningeschoss auf. Jedes Geschoss ist von Pilastergliederungen gerahmt. Der große Balkon der Hauptetage im zweiten Stock ist von Atlashermen getragen, die Balthasar Permoser aus Dresden zwischen 1706 und 1708 schuf. Die Atlashermen sind männliche Allegorien des Herbstes mit Weinranken und Jagdbeute (links) sowie des Winters mit Pelzen und Karnevalsmasken mit Musikinstrumenten (rechts). Das rundbogige, rosettengeschmückte Balkonfenster in der Art eines venezianischen Fensters wird von einer Wappenkartusche bekrönt, die heute die Jahreszahlen ‚1713‘ und ‚1963‘ beinhaltet. Ursprünglich befand sich hier das preußische Adlerwappen und darüber eine Königskrone. Flankiert wird die Kartusche von zwei geflügelten und posaunenblasenden weiblichen Fama-Gottheiten. Nach oben abgeschlossen wird der Portalrisalit durch eine Attika. Die vier ursprünglichen Statuen (außen zwei männliche, innen zwei weibliche antike Gottheiten) auf den Postamenten der Attika wurden beim Neubau der 1960er Jahre nicht rekonstruiert. Ebenso fehlen die Gitter der beiden Erdgeschossfenster sowie das prachtvolle Barockgitter des Eingangs. Letzteres wurde durch ein Rastergitter mit diagonalen Kreuzen ersetzt. Nicht rekonstruiert wurde ebenso eine Kartusche unter dem Balkon. Sämtliche Plattenverkleidungen entstammen der Bauzeit des Staatsratsgebäudes, da die ursprünglichen Teile durch Artilleriebeschuss in der Schlacht um Berlin gelitten hatten. Die plastischen Teile sind Originale der Barockzeit; allerdings wurden sie ergänzend restauriert. Die Arbeiten fertigte der VEB Stuck und Naturstein Berlin. Die fehlenden Teile wurden aus Elbsandstein ergänzt.
Die Integration des Portals in das Staatsratsgebäude geschah als quasi reliquienhaftes Symbol für die Verwirklichung der Ziele Liebknechts und der Novemberrevolution in Gestalt der sozialistischen DDR. Unterstrichen wird dieser Anspruch durch ein gebäudehohes Glasbild des Künstlers Walter Womacka in Foyer und Treppenhalle, das die Geschichte der Arbeiterbewegung in Deutschland aus Sicht der SED darstellt. Darin wird der sozialistische Spartakusbund Rosa Luxemburgs und Karl Liebknechts mit der traditionellen Arbeiterbewegung verknüpft, deren höchste Entwicklungsstufe man in der DDR sehen wollte.
Im Rahmen der Vorplanungen für den Wiederaufbau des Berliner Stadtschlosses wurden Teile des Liebknechtportals dreidimensional gescannt, ein hochaufgelöstes Gesamtmodell des Portals erstellt sowie physische Prototypen gefertigt, da das Portal als Kopie Bestandteil des neu aufzubauenden Stadtschlosses werden sollte. Weiterhin wurden bestimmte Bereiche wie die Rosetten, die Hermen und Genien als einzelne 3D-Modelle freigestellt und für eine physische Fertigung aufbereitet.

### Innengestaltung

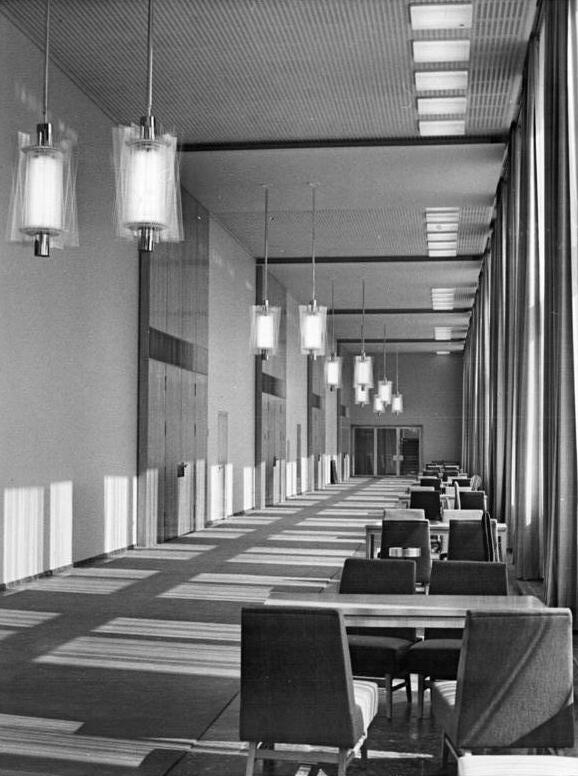
Wandelhalle im Staatsratsgebäude, 1964

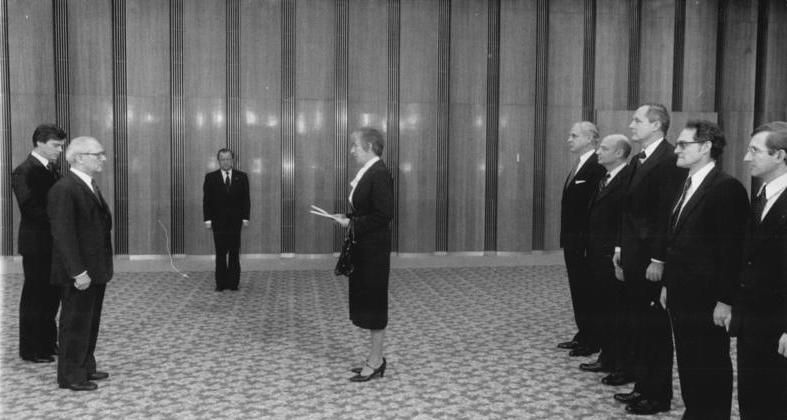
Die charakteristischen Furnierwände des Staatsratsgebäudes (Empfang der US-Botschafterin Ridgway durch Honecker, 1983)

Durch das Portal gelangte man in die der Staatsrepräsentation zugedachte Eingangshalle. Ein großdimensioniertes Treppenhaus mit Farbverglasung, weitläufige Foyers, große Säle und saalartige Funktionsräume bestimmen den Raumeindruck des Gebäudes.
Die Büros der sechs Stellvertreter des Staatsratsvorsitzenden lagen im Erdgeschoss. Das Amtszimmer des Staatsratsvorsitzenden befand sich im ersten Stock, wo auch der Sitzungssaal des Staatsrates und der Empfangssaal für die ausländischen Diplomaten lag. Das zweite Obergeschoss beherbergte den Festsaal mit seinem aus einer Million Mosaiksteinen gefertigten Staatsemblem der DDR und den daran anschließenden Saal für Staatsbankette sowie den Klubsaal. Der Bankettsaal war mit einem von Günther Brendel entworfenen, 35 Meter langen Bildfries aus Meißner Porzellan geschmückt. Verantwortlich für die Innengestaltung waren Hans Erich Bogatzky und Bruno Hess.
Alle Büroräume wurden mit einer eigenen Furnierart ausgekleidet, die dann von den Einbauschränken bis zu den Fußleisten konsequent durchgehalten wurde. Die Inneneinrichtung mit sämtlichen Möbeln entwarfen und führten die Deutschen Werkstätten Hellerau sowie der VEB Edelholzbau Berlin aus.
Für wichtige Räume schufen Künstler auf die Funktion abgestimmte Werke. Beispiele hierfür sind das Glasbild Darstellungen aus der Geschichte der deutschen Arbeiterbewegung in der großen Treppenhalle von Walter Womacka, eine geätzte Stahlwand von Fritz Kühn im Sitzungssaal des Staatsrates sowie der Wandfries Das Leben in der DDR aus Meißner Porzellan im Bankettsaal von Günther Brendel. Von Fritz Kühn stammen auch die Entwürfe für die Metallarbeiten an den Türen zum Diplomatensaal sowie die Heizkörperverkleidungen und Geländer in der Treppenhalle.
Im Seitenflügel des Staatsratsgebäudes an der Breiten Straße befand sich die Kanzlei des Staatsrates. Auch hier stammten sämtliche Ausstattungsstücke von Herstellern aus der DDR.

### Gartenanlage
Die denkmalgeschützte Gartenanlage mit dem mosaikverzierten Brunnenbecken sowie der Vorplatz des Staatsratsgebäudes wurden nach dem Entwurf des Gartenarchitekten Hubert Matthes im Jahr 1964 angelegt.

## Nutzungsgeschichte
Das Staatsratsgebäude sollte zum 15. Jahrestag der Gründung der DDR fertiggestellt werden. Am 3. Oktober 1964 nahm Walter Ulbricht als Hausherr um 11 Uhr vormittags aus den Händen des Architekten den Hausschlüssel symbolisch in Empfang. Vier Tage später, am 7. Oktober 1964, wurde im neuen Staatsratsgebäude der Festempfang zum Staatsjubiläum mit dem neuen Parteichef der KPdSU und sowjetischen Staatschef Leonid Iljitsch Breschnew begangen.
Von seiner Fertigstellung bis zum 5. April 1990 diente das Gebäude seinem zugedachten Zweck. Als Vorsitzende des Staatsrates arbeiteten in dem Gebäude nacheinander Walter Ulbricht (bis 1973), Willi Stoph (1973–1976), Erich Honecker (1976–1989), Egon Krenz (24. Oktober 1989 bis 6. Dezember 1989) und schließlich Manfred Gerlach (6. Dezember 1989 bis 5. April 1990).
Bei Staatsempfängen der DDR im Staatsratsgebäude wurde ein spezielles Tafelgedeck verwendet. Hersteller des Porzellans war die Thüringer Manufaktur Graf von Henneberg. Die Marke des Gedecks nennt aber das Porzellanwerk Reichenbach in Thüringen. In diesem Werk wurde allerdings nur das Dekor und die Glasur erstellt. Da Reichenbacher Porzellan in der DDR die beste Qualität darstellte und sich somit ins Ausland besser verkaufen ließ, wählte man diese Stempelung. Die Gläser für Sekt, Wein und Mineralwasser wurden im VEB Glaswerk Döbern gefertigt. Die Kristallglas-Serie für die Staatsempfänge wurde von 1968 bis 1989 produziert, da immer wieder nachbestellt werden musste. Das zugehörige Tafelbesteck wurde im Stil des Neorokoko gestaltet.
In den Jahren nach 1990 wurde der repräsentative Bau nicht geregelt genutzt. Zwischenzeitlich befand sich ein Informationszentrum des Bundesbauministeriums zum Hauptstadtumbau in den Räumlichkeiten. Von 1999 bis zur Fertigstellung des neuen Bundeskanzleramtes am Reichstagsgebäude im Jahr 2001 hatte der damalige Bundeskanzler Gerhard Schröder seinen Berliner Dienstsitz im Staatsratsgebäude. Im Jahr 2001 drehte die Band Rammstein hier das Musikvideo zu ihrem Song Ich will. Seit Anfang 2006 nutzt die Managerhochschule European School of Management and Technology (ESMT Berlin) das Gebäude des ehemaligen Staatsrates. Es wurde vom Land Berlin im Erbbaurecht zur Verfügung gestellt.
Auf der Rückseite der nie ausgegebenen Banknote zu 500 DDR-Mark befand sich eine Abbildung des Hauses.

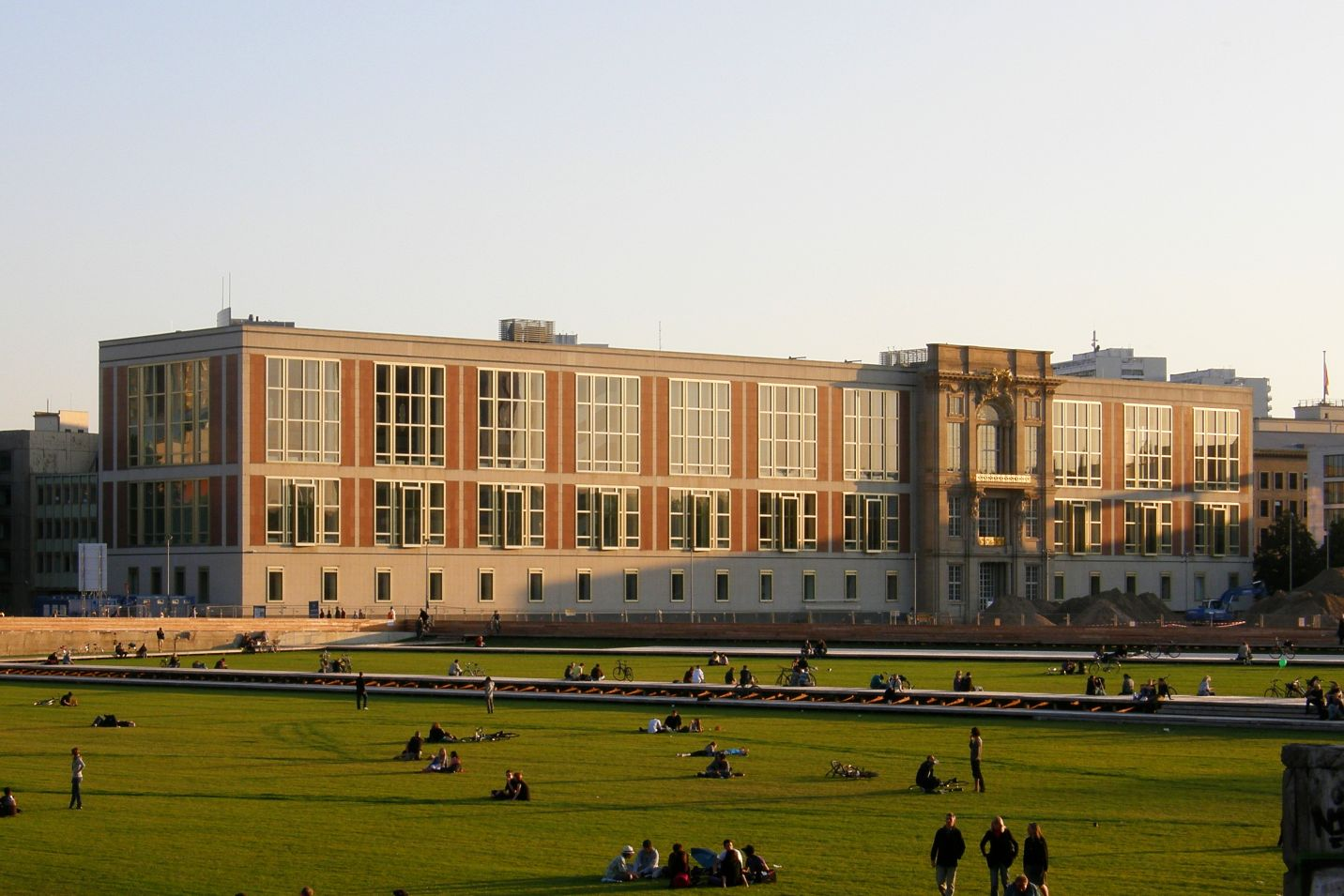
Ansicht des Staatsratsgebäudes von Nordosten, 2009
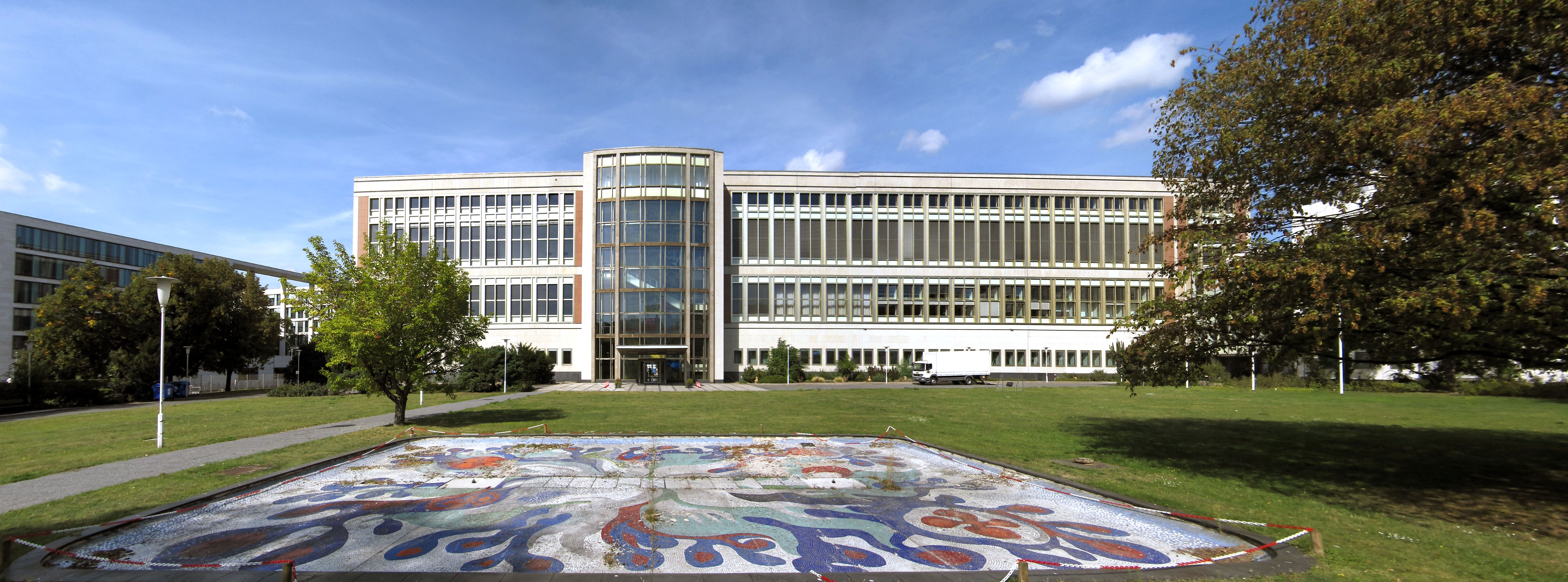
Ansicht von Südosten mit Garten und Brunnen, 2009
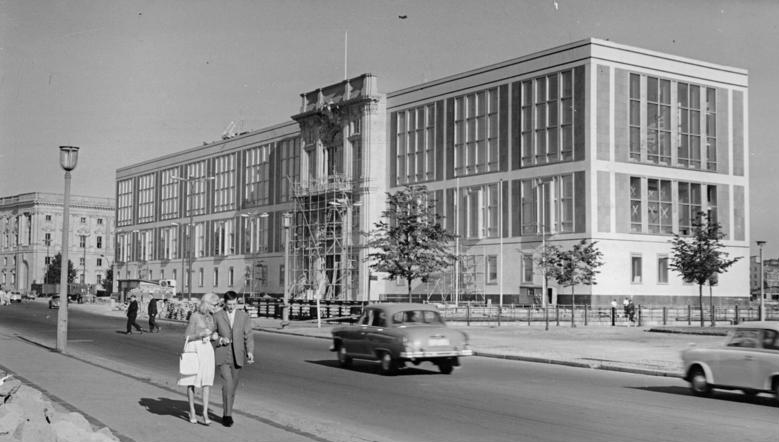
Staatsratsgebäude kurz vor der Fertigstellung, 1964
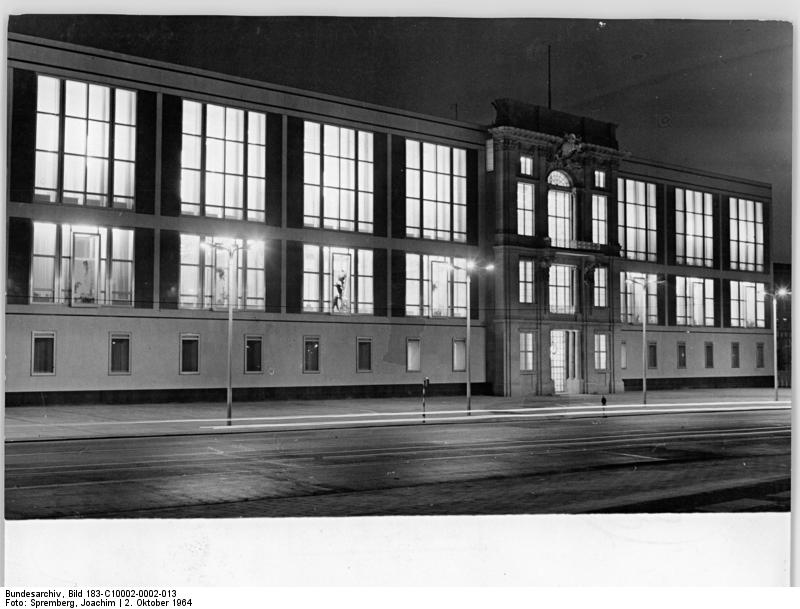
Ansicht bei Nacht, 1964
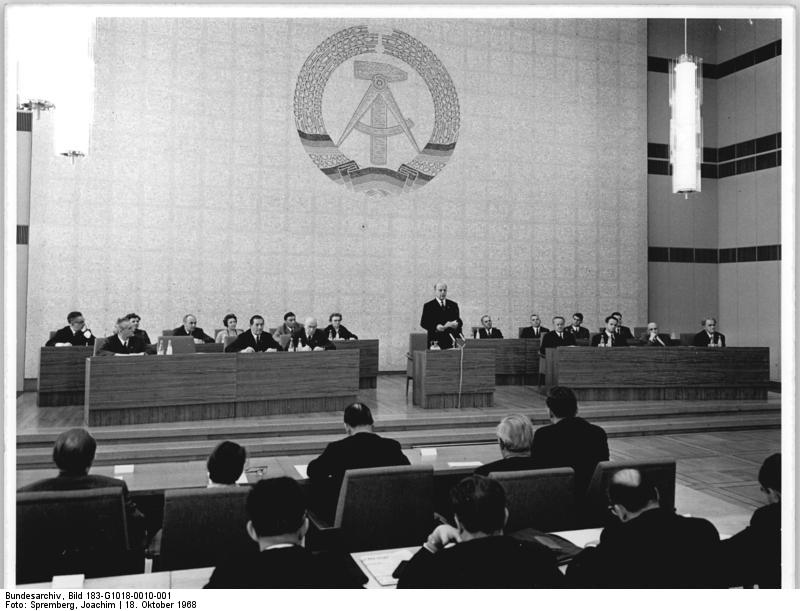
Ansicht des Festsaals mit Walter Ulbricht, 1968
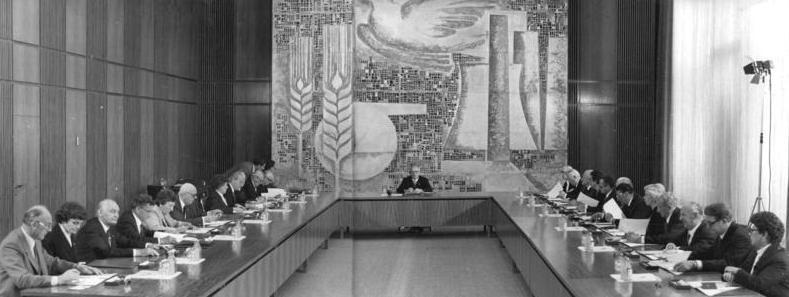
Sitzungssaal mit Erich Honecker, 1981
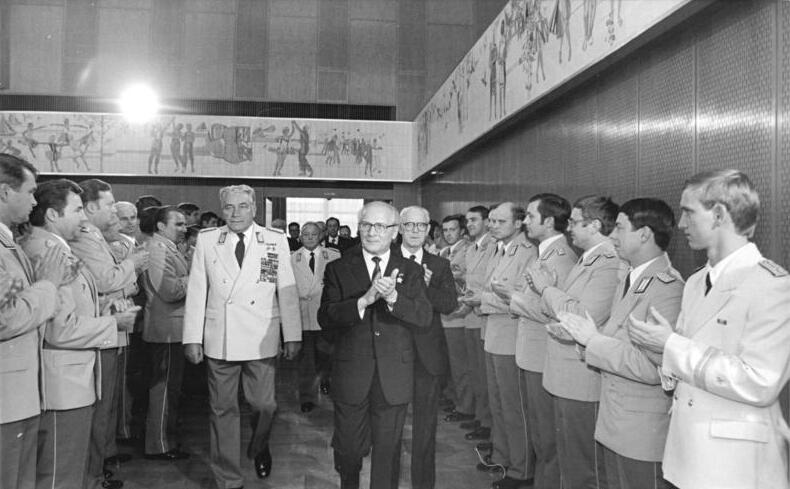
Bankettsaal, 1981
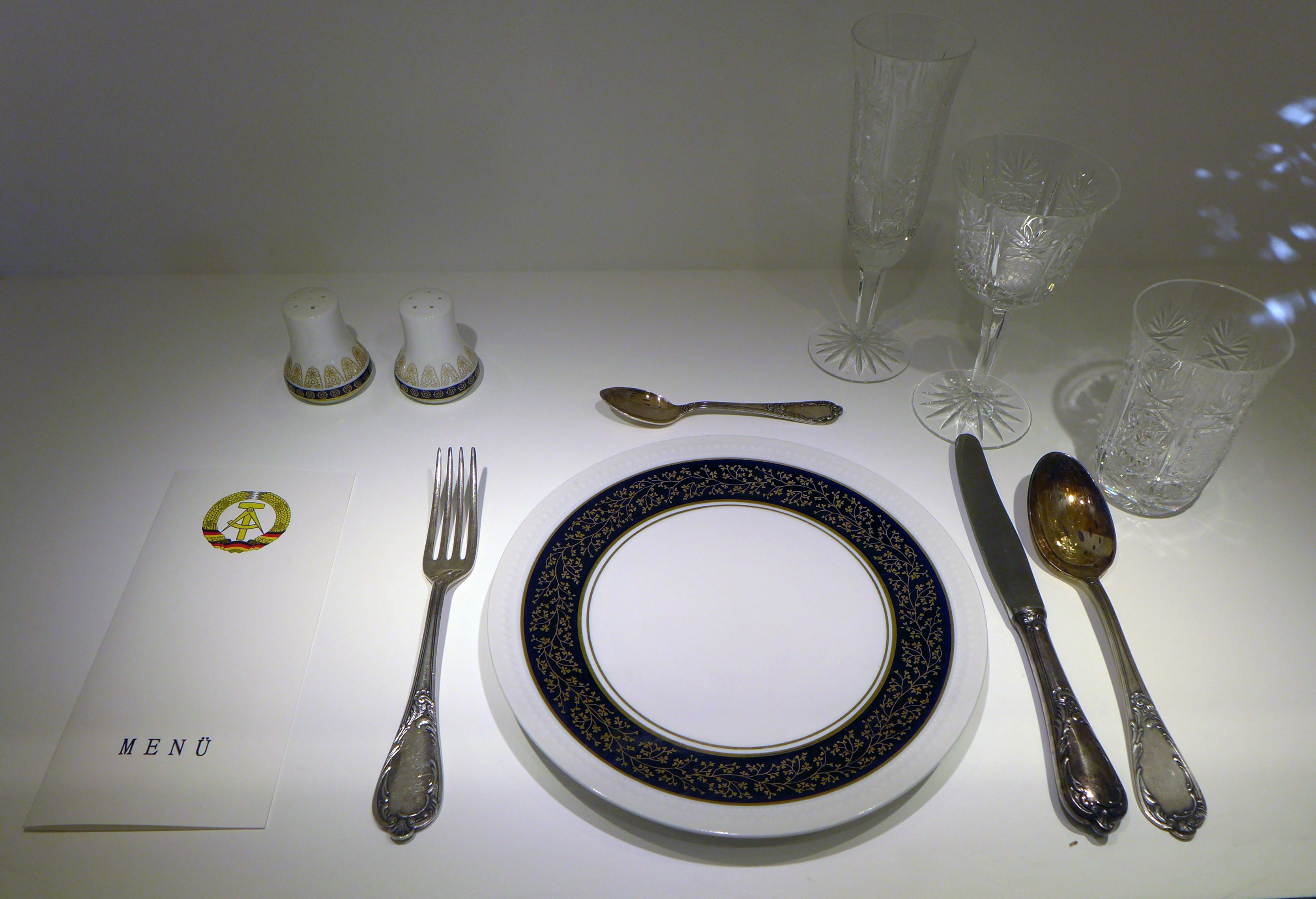
Tafelgedeck aus dem Staatsratsgebäude, ausgestellt im Schloss Schönhausen

## Sanierung und Umbau
Das seit 1993 unter Denkmalschutz stehende Gebäude wurde von 2003 bis 2005 für 35 Millionen Euro grundsaniert und für Hochschulzwecke umgebaut. Ausführender Architekt war Hans-Günter Merz. Die Machtsymbole der DDR sind bei der denkmalgerechten Sanierung erhalten geblieben, darunter das denkmalgeschützte Glasbild von Womacka sowie ein selbst nicht denkmalgeschütztes Mosaik des DDR-Staatswappens mit Hammer und Zirkel nach einem Entwurf von Heinrich Jungebloedt in einem Vorlesungssaal.
Wesentlichster baulicher Eingriff war der Einbau eines neuen Sicherheitstreppenhauses. Der Konflikt zwischen den Interessen des neuen Nutzers und den Erhaltungsinteressen des Denkmalamtes lag vor allem in den großdimensionierten Raumzuschnitten des Staatsratsgebäudes sowie dem Bedarfsanspruch der Hochschule nach zahlreichen kleinen Arbeits- und Seminarräumen. Die Denkmalpflege erreichte die Erhaltung der großen Foyers sowie der Repräsentationsräume, die in ihrer Gestaltung und bis auf eine Ausnahme auch in ihrer Größe erhalten wurden. Lediglich der Festsaal im zweiten Obergeschoss wurde durch eine reversible, transparente Zwischenwand in zwei Vorlesungssäle geteilt. Zur Einrichtung von kleinen Arbeitsräumen wurden die Bereiche der Funktions- und Arbeitsräume sowie der kleineren Sitzungssäle umgebaut und im ersten Stock an der Hoffassade teilweise eine zusätzliche Raumebene eingezogen.